# Автошлях Т 1418
Автошля́х Т 1418 — автомобільний шлях територіального значення в Львівській області, що з'єднує селище Нижанковичі з містом Стрий. 
З польського боку кордону продовження автошляху має номер  885. Станом на осінь 2020 року триває розширення та модернізація цієї траси з метою відкриття нового пункту пропуску на кордоні з Україною.

## Маршрут
Проходить через міста: Добромиль, Хирів, Самбір, Дрогобич. 